# Dan Mihai Goia
Dan Mihai Goia (n. 10 august 1952, Cluj-Napoca) este un muzician român, compozitor, dirijor și profesor de dirijat cor, membru al Uniunii Compozitorilor și Muzicologilor din România, distins cu diplome și medalii românești și străine. În prezent Dan Mihai Goia conduce Corul academic Radio.